# Dragan Tsankov
Dragan Kiriakov Tsankov  (bulgare : Драган Киряков Цанков), né le 9 novembre 1828 à Svichtov dans le pachalik de Silistra (Empire ottoman) et mort le 24 mars 1911 à Sofia (Bulgarie), est un journaliste et homme d'Etat bulgare. Il est président du Conseil des ministres de la principauté de Bulgarie à deux reprises d'avril à décembre 1880 puis de septembre 1883 à juillet 1884.

## Biographie
Dans les années 1850 il est un des leaders du mouvement Uniate
D'origine catholique il se convertit au christianisme orthodoxe. Il est nommé par le prince Alexandre Ier président du Conseil des ministres le 7 avril 1880 et forme un gouvernement (bg) dominé par le Parti libéral (en).